# Teleskopsumme

Zusammenschieben eines Teleskops – Namensgeber der Teleskopsumme

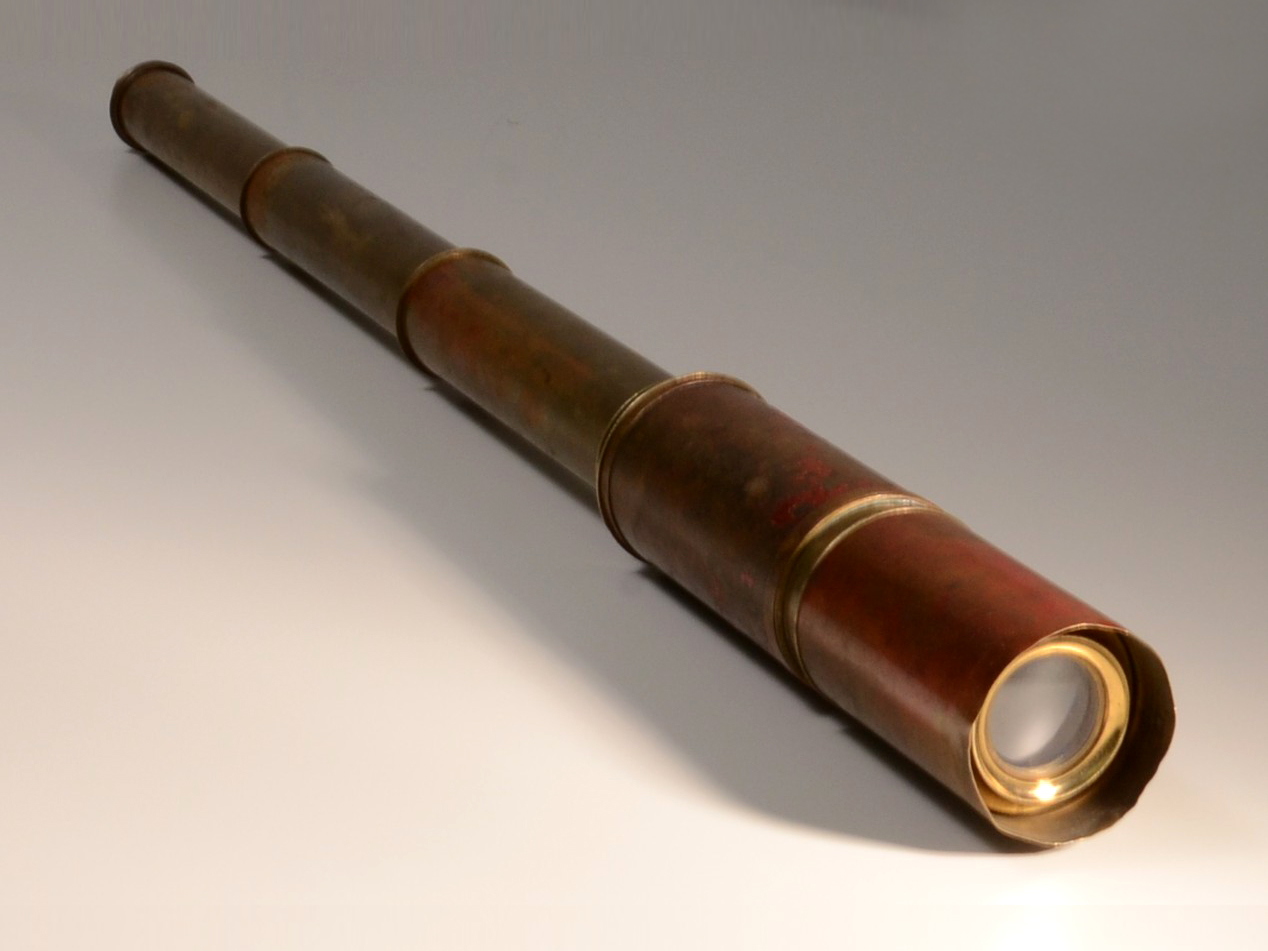
Ein zusammenschiebbares Teleskop

Eine Teleskopsumme ist in der Mathematik eine endliche Summe von Differenzen, bei der je zwei Nachbarglieder (außer dem ersten und dem letzten) sich gegenseitig aufheben. Diesen Vorgang nennt man Teleskopieren einer Summe. Der Begriff ist abgeleitet vom Ineinanderschieben zweier oder mehrerer zylindrischer Rohre.
Falls {\displaystyle (a_{k})_{k\in \mathbb {N} }\,} eine Folge ist, so ist
{\displaystyle \sum _{i=1}^{n}(a_{i}-a_{i+1})}
eine Teleskopsumme. Kann man eine Summe als Teleskopsumme schreiben, vereinfacht sich ihre Auswertung:
{\displaystyle \sum _{i=1}^{n}(a_{i}-a_{i+1})=(a_{1}-a_{2})+(a_{2}-a_{3})+\cdots +(a_{n-1}-a_{n})+(a_{n}-a_{n+1})=a_{1}-a_{n+1}}.
Eine Reihe, deren Teilsummen Teleskopsummen sind, heißt Teleskopreihe. Eine Teleskopreihe
{\displaystyle \sum _{i=1}^{\infty }(a_{i}-a_{i+1})}
ist genau dann konvergent, wenn {\displaystyle (a_{k})_{k\in \mathbb {N} }\,} gegen einen Grenzwert {\displaystyle g\,} konvergiert. Die Summe der Reihe ist dann gleich {\displaystyle a_{1}-g\,}.
Analoges gilt für ein Produkt:
{\displaystyle \prod _{i=1}^{n}{\frac {a_{i+1}}{a_{i}}}={\frac {a_{2}}{a_{1}}}\cdot {\frac {a_{3}}{a_{2}}}\cdot {\frac {a_{4}}{a_{3}}}\cdots {\frac {a_{n}}{a_{n-1}}}\cdot {\frac {a_{n+1}}{a_{n}}}={\frac {a_{n+1}}{a_{1}}}}
ist sozusagen ein Teleskopprodukt.
Komplizierter ist die Situation, wenn das Teleskop über drei (oder auch mehr) aufeinanderfolgende Glieder läuft (siehe Beispiel).
In der Zahlentheorie stellen Teleskopsummen ein wichtiges Hilfsmittel dar.

## Beispiele
- endliche geometrische Reihe:
{\displaystyle (x-1)\sum _{k=0}^{n}x^{k}=\sum _{k=0}^{n}(x^{k+1}-x^{k})=x^{n+1}-1.}
- Teleskopsummen sind oft ein wenig versteckt und lassen sich beispielsweise durch Partialbruchzerlegung erkennen. Die Partialbruchzerlegung von {\displaystyle {\frac {1}{k(k+1)}}} erhält man beispielsweise mittels

{\displaystyle {\frac {1}{k(k+1)}}={\frac {k+1-k}{k(k+1)}}={\frac {k+1}{k(k+1)}}-{\frac {k}{k(k+1)}}={\frac {1}{k}}-{\frac {1}{k+1}}}.
Daraus folgt
{\displaystyle \sum _{k=1}^{n}{\frac {1}{k(k+1)}}=\sum _{k=1}^{n}\left({\frac {1}{k}}-{\frac {1}{k+1}}\right)=1-{\frac {1}{n+1}}.}
- dreifache Teleskopsumme:

{\displaystyle {\begin{aligned}(x-1)^{2}\sum _{k=1}^{n}kx^{k-1}&=\sum _{k=1}^{n}(kx^{k+1}-2kx^{k}+kx^{k-1})=\sum _{k=1}^{n}[kx^{k+1}-(k-1)x^{k}]-\sum _{k=1}^{n}[(k+1)x^{k}-kx^{k-1}]\\&=nx^{n+1}-(n+1)x^{n}+1.\end{aligned}}}
Alternativ folgt dies für {\displaystyle x\neq 1} durch Differentiation aus dem ersten Beispiel mit Hilfe der Quotientenregel:
{\displaystyle \sum _{k=1}^{n}kx^{k-1}={\frac {\rm {d}}{{\rm {d}}x}}\sum _{k=0}^{n}x^{k}={\frac {\rm {d}}{{\rm {d}}x}}{\frac {x^{n+1}-1}{x-1}}={\frac {(n+1)x^{n}(x-1)-(x^{n+1}-1)}{(x-1)^{2}}}={\frac {nx^{n+1}-(n+1)x^{n}+1}{(x-1)^{2}}}}.
Dies ist ein wichtiges Anwendungsbeispiel der Differentialrechnung als Kalkül bei der Termumformung.